# Jens Borrmann
Jens Borrmann (* 10. Juni 1974 in Dresden) ist ein deutscher Langstreckenläufer.

## Werdegang
Borrmann startete anfangs für den SC Einheit Dresden und ab 1990 für den Dresdner SC. Ab 1999 war er beim SC DHfK Leipzig. Zwischen 1994 und 2002 trat er viermal im Deutschen Nationaltrikot an.

## Erfolge
- 1988 DDR-Meister (AK 13) über 3000 m
- 1996 2. Platz Deutsche Juniorenmeisterschaften über 10.000 m
- 2000 Sieger beim Essener Marathon Rund um den Baldeneysee
- 2001
  - Dritter der Deutschen Halbmarathon-Meisterschaften (Mannschaftsmeister mit dem SC DHfK Leipzig)
  - Deutscher Meister im Crosslauf (Mittelstrecke)
  - 3. Platz Deutsche Meisterschaften im Halbmarathon
- 2002
  - Deutscher Meister im Crosslauf (Mittelstrecke)
  - 3. Platz Deutsche Meisterschaften über 10.000 m
  - 22. Platz beim Europacup über 10.000 m
  - 45. Platz bei den Crosslauf-Europameisterschaften in Medulin (bester Deutscher)
- 2003
  - Elfter beim Paderborner Osterlauf über 10 km
  - 2. Platz Deutsche Meisterschaften über 10.000 m
- 2005
  - Deutscher Meister im Cross (Langstrecke)
  - 3. Platz beim Dresden-Marathon im Halbmarathon
  - 85. Platz bei den Crosslauf-Europameisterschaften in Tilburg
- 2010 2. Platz beim Finlandia-Marathon
- 2011
  - Sieger beim Muldentaler Städtelauf im Halbmarathon
  - Sieger beim Zittauer Gebirgslauf (35 km)
  - 25. Platz bei der Polizei-Weltmeisterschaften in Prag im Marathon

## Persönliche Bestzeiten
- 5000 m: 13:54,67 min, 14. Juni 2002, Kassel
- 10.000 m: 28:55,05 min, 11. Mai 2002, Dessau
- 10-km-Straßenlauf: 29:07 min, 19. April 2003, Paderborn
- Halbmarathon: 1:04:49 h, 24. März 2001, Arnstadt
- Marathon: 2:25:49 h, 15. Oktober 2000, Essen